# Polônia nos Jogos Olímpicos de Inverno de 1964
A  Polônia competiu nos Jogos Olímpicos de Inverno de 1964, em Innsbruck, na Áustria.